# Estádio Governador Virgílio Távora
Estádio Governador Virgílio Távora – stadion piłkarski, w Crato, Ceará, Brazylia, na którym swoje mecze rozgrywa klub Crato Esporte Clube.
Pierwszy gol: Lira (Bangu)